# Ókhrovka
Ókhrovka (en rus: Охровка) és un poble de l'óblast d'Omsk, a Rússia, que en el cens del 2010 tenia 159 habitants. Pertany al districte rural de Mariànovka.